# Championnat de Grèce de football 2008-2009
Navigation
Saison précédente Saison suivante
La saison 2008-2009 du Championnat de Grèce de football était la 61e édition de la première division grecque. 
Lors de cette saison, l'Olympiakos, tenant du titre, a tenté de conserver son titre de champion de Grèce face aux quinze meilleurs clubs grecs lors d'une série de matchs se déroulant sur toute l'année. Les seize clubs participants au championnat ont été confrontés à deux reprises aux quinze autres. 
À l'issue de la saison, l'Olympiakos remporte son 12e titre en 13 ans. C'est le 37e titre de champion de Grèce de son histoire. Le PAOK Salonique termine à une belle et surprenante 2e place à 8 points du champion tandis que le Panathinaikos se classe 3e à 10 points.

## Qualifications en Coupe d'Europe
À l'issue de la saison, le club champion se qualifie pour la Ligue des champions 2009-2010, alors que les clubs classés entre la 2e et la 5e place disputent une poule de playoffs pour déterminer les qualifications européennes (Ligue des champions et Coupe UEFA). Le vainqueur de cette poule est qualifié pour le tour préliminaire de la Ligue des Champions. Le club qui termine deuxième est qualifié pour le 3e tour préliminaire de la Coupe UEFA 2009-2010, tout comme le vainqueur de la Coupe de Grèce. Enfin, le club qui finit à la 3e place de cette poule de playoffs se qualifie pour le 2e tour préliminaire de la Coupe UEFA 2009-2010. Le club classé dernier de cette poule de barrage ne se qualifie pas pour la Coupe d'Europe.

## Les 16 clubs participants
| Club                    | Classement 2007-2008 | Stade               | Capacité | Ville         |
| ----------------------- | -------------------- | ------------------- | -------- | ------------- |
| AEK Athènes             | 2                    | Stade Olympique     | 71 030   | Athènes       |
| Aris Salonique          | 4                    | Stade Harilaou      | 18 308   | Salonique     |
| PAE Asteras Tripolis    | 7                    | Stade Asteras       | 4 000    | Tripoli       |
| PAE Ergotelis Heraklion | 13                   | Stade Pankritio     | 26 240   | Heraklion     |
| Iraklis Salonique       | 10                   | Stade Kaftantzoglio | 28 000   | Thessalonique |
| AEL Larissa             | 6                    | Stade Alkazar       | 13 108   | Larissa       |
| APO Levadiakos          | 11                   | Stade de Livadia    | 10 200   | Livadiá       |
| OFI Crete               | 12                   | Stade Pankritio     | 26 240   | Heraklion     |
| Olympiakos Le Pirée     | 1                    | Stade Karaiskaki    | 33 334   | Le Pirée      |
| Panathinaikos           | 3                    | Stade Olympique     | 71 030   | Athènes       |
| Panionios               | 5                    | Stade Nea Smyrnis   | 11 700   | Athènes       |
| Panserraikos FC         | Beta Ethniki         | Stade de Serres     | 9 500    | Serrès        |
| Panthrakikos FC         | Beta Ethniki         | Stade de Komotini   | 3 000    | Komotini      |
| PAOK Salonique          | 9                    | Stade de Toúmba     | 28 701   | Thessalonique |
| Thrasývoulos Fylís      | Beta Ethniki         | Stade de Fylí       | 3 142    | Fylí          |
| AO Xanthi               | 8                    | Stade de Xanthi     | 7 422    | Xanthi        |

## Compétition

### Classement
Le barème de points servant à établir le classement se décompose ainsi :
- Victoire : 3 points
- Match nul : 1 point
- Défaite, forfait ou abandon du match : 0 point

| Rang | Équipe                  | Pts | J  | G  | N  | P  | Bp | Bc | Diff |
| ---- | ----------------------- | --- | -- | -- | -- | -- | -- | -- | ---- |
| 1    | Olympiakos (T) (C)      | 71  | 30 | 22 | 5  | 3  | 50 | 14 | +36  |
| 2    | PAOK Salonique          | 63  | 30 | 18 | 9  | 3  | 39 | 16 | +23  |
| 3    | Panathinaikos           | 61  | 30 | 17 | 10 | 3  | 51 | 18 | +33  |
| 4    | AEK Athènes             | 55  | 30 | 14 | 13 | 3  | 40 | 24 | +16  |
| 5    | AEL Larissa             | 49  | 30 | 12 | 13 | 5  | 36 | 26 | +10  |
| 6    | Aris Salonique          | 47  | 30 | 13 | 8  | 9  | 30 | 31 | -1   |
| 7    | AO Xanthi               | 38  | 30 | 9  | 11 | 10 | 25 | 21 | +4   |
| 8    | Panionios               | 37  | 30 | 10 | 7  | 13 | 40 | 40 | 0    |
| 9    | PAE Ergotelis Heraklion | 36  | 30 | 9  | 9  | 12 | 31 | 39 | -8   |
| 10   | Iraklis Salonique       | 33  | 30 | 8  | 9  | 13 | 22 | 38 | -16  |
| 11   | Panthrakikos FC (P)     | 33  | 30 | 9  | 6  | 15 | 23 | 37 | -14  |
| 12   | PAE Asteras Tripolis    | 33  | 30 | 7  | 12 | 11 | 33 | 31 | +2   |
| 13   | APO Levadiakos          | 32  | 30 | 9  | 5  | 16 | 28 | 36 | -8   |
| 14   | OFI Crete               | 24  | 30 | 5  | 9  | 16 | 30 | 50 | -20  |
| 15   | Panserraikos FC (P)     | 24  | 30 | 5  | 9  | 16 | 19 | 45 | -26  |
| 16   | Thrasývoulos Fylís (P)  | 14  | 30 | 3  | 5  | 22 | 22 | 53 | -31  |

| Légende : Qualifications et relégations | Légende : Qualifications et relégations                                                                        |
| --------------------------------------- | --- |
|                                         | Ligue des champions 2009-2010 (phase de groupes)                                                               |
|                                         | Qualifié pour les playoffs pour la Coupe d'Europe                                                              |
|                                         | Relégué en Beta Ethniki                                                                                        |
|                                         | (T) : Tenant du titre 2007-2008 (C) : Vainqueurs de la Coupe de Grèce de football (P) : Promus de Beta Ethniki |

### Matchs
| Résultats (▼dom., ►ext.)                                   | AEK | Ari | Ast | Erg | Irk | Lar | Lev | OFI | Oly | Pao | Pnn | Pns | Pnt | PAOK | Xan | Thr |
| AEK Athènes                                                |     | 0-1 | 2-1 | 3-2 | 1-0 | 1-1 | 3-1 | 1-0 | 0-1 | 2-1 | 3-0 | 0-0 | 1-0 | 1-0  | 2-1 | 1-0 |
| Aris Salonique                                             | 1-1 |     | 1-1 | 0-0 | 1-0 | 0-0 | 2-0 | 4-1 | 1-0 | 1-2 | 1-0 | 2-0 | 3-2 | 0-0  | 0-1 | 2-1 |
| PAE Asteras Tripolis                                       | 0-1 | 4-0 |     | 3-1 | 1-2 | 0-0 | 2-0 | 2-2 | 0-1 | 1-1 | 3-4 | 3-0 | 0-0 | 0-2  | 0-0 | 3-0 |
| PAE Ergotelis Heraklion                                    | 1-1 | 3-0 | 0-1 |     | 0-1 | 2-1 | 1-1 | 1-3 | 1-0 | 1-0 | 2-5 | 2-2 | 0-1 | 0-0  | 0-0 | 1-2 |
| Iraklis Salonique                                          | 0-1 | 0-1 | 2-1 | 0-0 |     | 0-2 | 1-0 | 1-1 | 0-3 | 0-0 | 2-1 | 1-2 | 0-0 | 1-1  | 1-0 | 1-1 |
| AEL Larissa                                                | 1-1 | 1-1 | 2-1 | 3-2 | 2-0 |     | 2-1 | 4-3 | 1-1 | 1-1 | 0-0 | 1-1 | 1-2 | 0-0  | 0-1 | 3-0 |
| APO Levadiakos                                             | 0-0 | 2-0 | 1-0 | 4-0 | 3-0 | 0-1 |     | 2-1 | 1-2 | 1-2 | 1-1 | 0-0 | 2-0 | 0-3  | 0-0 | 1-0 |
| OFI Crete                                                  | 1-1 | 0-1 | 1-1 | 0-0 | 2-3 | 1-2 | 0-2 |     | 0-0 | 0-3 | 2-0 | 0-0 | 4-3 | 0-2  | 0-2 | 1-3 |
| Olympiakos                                                 | 2-0 | 2-1 | 3-1 | 2-0 | 5-0 | 0-1 | 1-0 | 2-1 |     | 0-0 | 4-1 | 4-1 | 2-0 | 2-0  | 2-1 | 2-1 |
| Panathinaikos                                              | 0-0 | 4-0 | 1-1 | 2-3 | 2-2 | 3-0 | 2-0 | 3-1 | 0-0 |     | 2-1 | 3-0 | 3-0 | 3-0  | 2-0 | 3-0 |
| Panionios                                                  | 2-2 | 2-1 | 3-0 | 0-0 | 0-2 | 1-1 | 1-0 | 1-1 | 2-3 | 1-2 |     | 2-0 | 3-0 | 1-2  | 0-1 | 4-1 |
| Panserraikos FC                                            | 1-5 | 1-2 | 0-0 | 0-2 | 0-0 | 1-3 | 1-0 | 1-2 | 0-1 | 0-0 | 0-1 |     | 1-2 | 1-1  | 1-0 | 1-0 |
| Panthrakikos FC                                            | 1-1 | 0-0 | 0-0 | 1-2 | 1-0 | 0-1 | 1-3 | 2-0 | 0-2 | 1-3 | 1-0 | 2-1 |     | 0-1  | 0-0 | 1-0 |
| PAOK Salonique                                             | 1-1 | 1-0 | 1-1 | 2-0 | 1-0 | 1-0 | 3-1 | 2-0 | 0-0 | 0-0 | 2-0 | 4-1 | 2-0 |      | 1-0 | 2-1 |
| AO Xanthi                                                  | 1-1 | 1-1 | 0-0 | 0-1 | 4-1 | 1-1 | 4-0 | 0-0 | 0-1 | 1-2 | 0-0 | 2-1 | 1-0 | 1-2  |     | 1-0 |
| Thrasývoulos Fylís                                         | 3-3 | 1-2 | 0-2 | 1-3 | 1-1 | 0-0 | 2-1 | 1-2 | 0-2 | 0-1 | 1-3 | 0-1 | 0-2 | 1-2  | 1-1 |     |
| - Victoire à domicile - Match nul - Victoire à l'extérieur |     |     |     |     |     |     |     |     |     |     |     |     |     |      |     |     |

### Playoffs pour la qualification en Coupe d'Europe

#### Classement
Le barème de points servant à établir le classement se décompose ainsi :
- Victoire : 3 points
- Match nul : 1 point
- Défaite, forfait ou abandon du match : 0 point

Les 4 équipes démarrent les play-offs avec un total de points qui dépend de leur classement lors de la saison régulière :
- PAOK : 2e soit 3 points
- Panathinaikos : 3e soit 2 points
- AEK Athènes : 4e soit 1 point
- AEL Larissa : 0 point

| Rang | Équipe         | Pts | J | G | N | P | Bp | Bc | Diff |
| ---- | -------------- | --- | - | - | - | - | -- | -- | ---- |
| 1    | Panathinaikos  | 18  | 6 | 5 | 1 | 0 | 12 | 3  | +9   |
| 2    | AEK Athènes    | 12  | 6 | 3 | 2 | 1 | 8  | 6  | +2   |
| 3    | PAOK Salonique | 9   | 6 | 2 | 0 | 4 | 5  | 9  | -4   |
| 4    | AEL Larissa    | 1   | 6 | 0 | 1 | 5 | 3  | 10 | -7   |

| Légende : Qualifications et relégations | Légende : Qualifications et relégations              |
| --------------------------------------- | ---------------------------------------------------- |
|                                         | Ligue des champions 2009-2010 (3e tour préliminaire) |
|                                         | Coupe UEFA 2009-2010                                 |

#### Matchs
| Résultats (▼dom., ►ext.)                                   | AEK | Lar | Pao | PAOK |
| AEK Athènes                                                |     | 3-2 | 0-2 | 3-1  |
| AEL Larissa                                                | 0-0 |     | 0-1 | 0-2  |
| Panathinaikos                                              | 1-1 | 3-1 |     | 4-1  |
| PAOK Salonique                                             | 0-1 | 1-0 | 0-1 |      |
| - Victoire à domicile - Match nul - Victoire à l'extérieur |     |     |     |      |

## Bilan de la saison
| Tableau d'Honneur                |              |
| Compétition                      | Vainqueur    |
| Championnat de Grèce de football | Olympiakos   |
| Coupe de Grèce de football       | Olympiakos   |
| Supercoupe de Grèce de football  | non disputée |

| Qualifications européennes 2009-2010               |                                        |
| Ligue des champions 2009-2010                      | Qualifiés                              |
| Phase de groupes 3e tour préliminaire              | Olympiakos Panathinaikos               |
| Coupe UEFA 2009-2010                               | Qualifiés                              |
| 1er tour 3e tour préliminaire 2e tour préliminaire | AEK Athènes PAOK Salonique AEL Larissa |

| Promotions et relégations |                                              |
| Relégués en Beta Ethniki  | OFI Crete Panserraikos FC Thrasývoulos Fylís |
| Promus de Beta Ethniki    | Atromitos FC PAS Giannina AO Kavala          |

## Statistiques

### Meilleurs buteurs
| # | Buteurs              | Clubs          | Nb de Buts |
| - | -------------------- | -------------- | ---------- |
| 1 | Ismael Blanco        | AEK Athènes    | 14         |
| 1 | Luciano Galletti     | Olympiakos     | 14         |
| 3 | Dimitris Salpingidis | Panathinaikos  | 10         |
| 4 | Leonardo             | APO Levadiakos | 9          |
| 4 | Maciej Zurawski      | AEL Larissa    | 9          |